# Costa (Équateur)
Pour les articles homonymes, voir Costa.

Région côtière de l'Équateur

La Costa désigne la partie côtière de l'Équateur, à l'ouest du pays. Elle se compose de sept provinces sur les 24 que compte le pays (Esmeraldas, Manabí, Santo Domingo de los Tsáchilas, Guayas, El Oro, Los Ríos et Santa Elena). La principale ville de la région est Guayaquil, principal port du pays et capitale économique. Depuis quelques décennies, la Costa est la région géographique la plus peuplée du pays, dépassant la Sierra.